# Дитль, Юзеф
Ю́зеф Дитль (пол. Józef Dietl; 24 января 1804, Подбуж, Священная Римская империя — 18 января 1878, Краков, Австро-Венгерская империя) — австрийский и польский врач, профессор и ректор Ягеллонского университета в Кракове (1862—1865), президент города Краков (1866—1874), почетный гражданин Кракова и Новы-Сонча, член Национального парламента во Львове и Государственного Совета в Вене, пожизненный член австрийского парламента.

## Биография
Родился Юзеф 24 января 1804 года в Подбуже, который входил в состав Самборского округа, в немецкой многодетной семье (5 сыновей и 2 дочери, Юзеф был пятым ребёнком). Офицер австрийской армии, Ян Ежи Дитль, дед Юзефа, переехал из Венгрии в Галицию после Первого раздела Речи Посполитой (1772), где был чиновником во Львове. Бабушка известного врача происходила из немецкого рода Ретшратнеров. Изначально фамилию его дедушки записывали в документах как Diedel, впоследствии как Dittl и Dittel, в итоге как Dietl. Отец Юзефа, Франтишек работал в канцелярии правительства Стрыя как бесплатный практикант. Впоследствии Францишек Дитль женился на шляхтянке Анне Кульчицкой, стал сначала урядником в селе Ломне, впоследствии в Подбуже, потом в Ново-Санче, где и умер в 1819 году. Поскольку в Подбуже не было костёлов, Юзефа были вынуждены окрестить в греко-католическом храме.
Сначала учился в Самборе, затем в Тарнуве, окончил получение гимназического образования в Ново-Санче. С 1821 года учился в течение 3 лет на философском факультете Львовского университета. В 1823 году продолжил обучение на медицинском факультете Венского университета. Через шесть лет, 31 октября стал доктором медицины, одновременно занимался практической медициной. С 1829 по 1833 год преподавал в Венском университете. Ю. Дитлю были присущи такие черты характера: острый ум, трудолюбие, мужество, особая систематичность, немецкая выносливость с буйной фантазией и польским идеализмом.
Занимался благотворительностью, даже сделал проект Дома для бедных в Кракове, который построили после его смерти.

## Научная деятельность
На протяжении 1830—1840-х годах работал врачом в пригороде Вены. В этот период он написал несколько научных работ, среди которых особенно ценной является «Praktische Wahrnehmungenna chden Ergebnissenim Wiedner Bezirkskrankhause» («Практическое восприятие согласно результатам в Венском районном медицинском доме»), изданная в 1845 году. Кроме того, он стал основателем новой венской школы медицины. Профессор считал основной целью медицины рациональную терапию: «больного лечит природа, а врач не должен этому препятствовать».
С 1850-х годов начался новый этап в жизни профессора медицины. 26 ноября 1851 года он был назначен заведующим кафедрой медицины Ягеллонского университета в Кракове. Профессор активно занялся преподавательской и научной деятельностью. Наконец, в 1862 году он был избран ректором университета. Однако после 14 лет успешной деятельности в университете, австрийская власть решила устранить из университета слишком активного пропольского профессора. Таким образом, в 1865 году, когда его снова избрали ректором, поступил указ о его увольнении с должности профессора кафедры медицины университета. К важнейшим научным трудам этого периода принадлежат труды о лечении «воспаления плеч», тифа и др. Также Дитль много сделал для развития бальнеологии в Польше.

## Карьера
Оставшись вне стен университета, Дитль начал карьеру чиновника, став в 1866 году депутатом Городского Совета Кракова. В том же году, 13 сентября его практически единогласно избрали президентом города Кракова. При его президентстве в городе начались реформы в области образования (открытия горной, полеводческой, лесничей т. п. школ). Особое внимание уделялось обеспечению в городе чистоты улиц, соблюдения гигиенических норм. Была упорядочена канализационная сетка города. Придерживаясь гигиенических норм дважды в день менял одежду. Президент Дитль способствовал преодолению проблемы холеры в Кракове. Кроме строительства канализации были благоустроены улицы (брусчаткой), строились новые школы. Кроме того, появилось немало новых культурных институций: Музыкальное и Врачебное общества, Школа Искусств и др.
Период президентства Юзефа Дитля был периодом развития города Кракова в XIX века, о чём свидетельствует отчёт президента в 1872 году, при котором в течение 6 лет был почти вдвое увеличен бюджет города. Поэтому 68-летнего Юзефа в 1872 году снова избрали президентом города на второй срок. В 1873 году президенту снова пришлось бороться с холерой в городе. Через год под давлением оппозиционных сил покинул пост президента и уехал с женой (у него не было детей) в Вену. В столице Австро-Венгерской империи известный врач и заслуженный президент Кракова умер 18 января 1878 года. Похоронен на Раковицком кладбище в Кракове.

## Личная жизнь
Женился поздно (1846 г.) на младшей его на 19 лет австрийке из Вены Елене Зитербарт. Детей у них не было. Имущество свое передал племяннику Леопольду Дитлю, прося его ухаживать за своей женой Еленой.

## Память

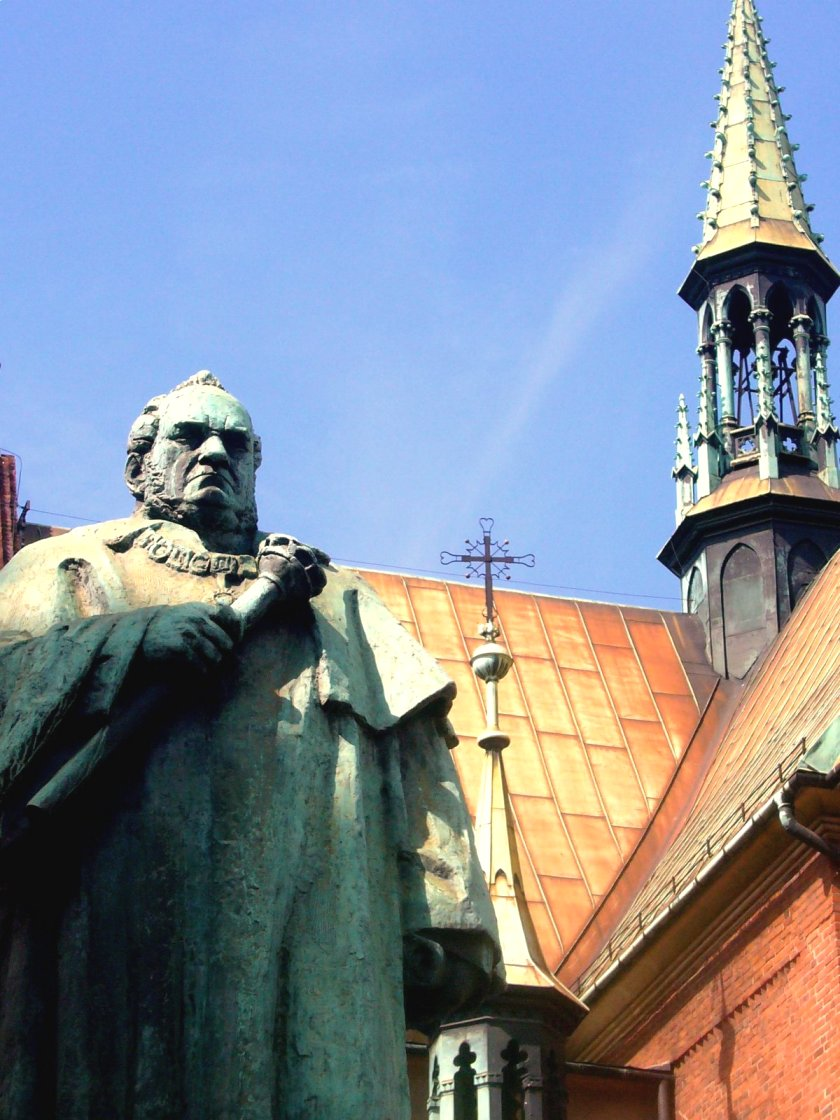
Памятник Юзефу Дьтлю в Кракове

В его честь ещё в 1865 г. был открыт памятник в Щавнице. В честь открытия памятника в Щавнице Юзеф Шуйский написал стихотворение, посвятив его Ю. Дитлю. Известного врача признали почетным гражданином Кракова и Нового Санча. С 1869 г. Ю. Дитль был пожизненным членом австрийского парламента (палаты господ). Краков также помнит своего президента, назвав одну из улиц города в его честь, издав памятную книгу на годовщину 50-летия смерти (в 1938). А в 1948 г. был открыт памятник в центре города Кракова на площади всех Святых (выполнен Ксаверием Дуниковским). В Кракове его имя носят также зал для конференций в здании городского правительства, школа и гимназия, госпиталь. В курортном городе Ивонич-Здруй установлен бюст Ю. Дитлю.

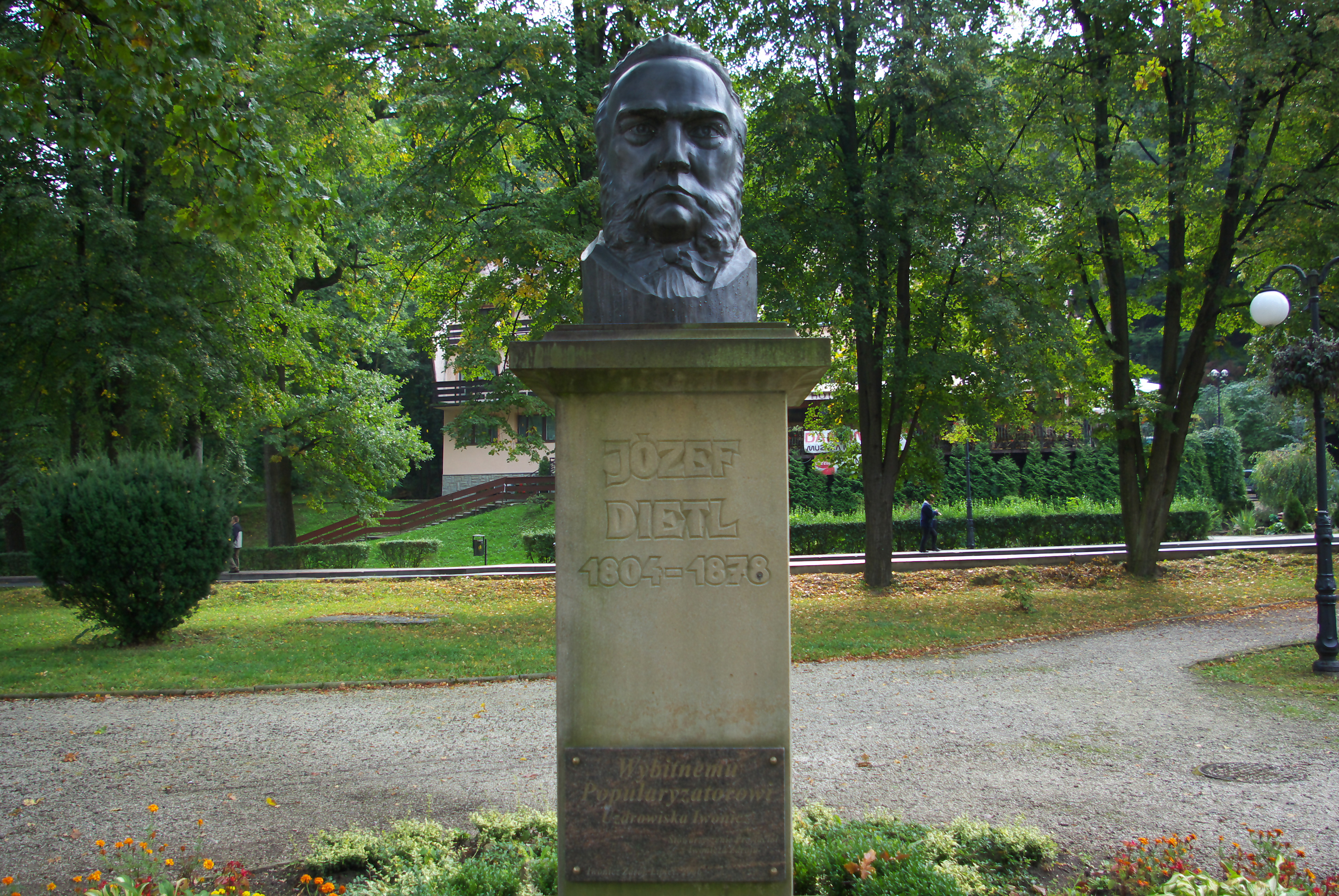
Памятник Юзефу Дитлю в курортном городе Ивонич-Здруй

13 октября 2013 года в честь Ю. Дитля была открыта мемориальная доска в поселке Подбуж.

## Научные труды
- 1845 — «Практическое восприятие согласно результатам в Венском районном медицинском доме»;
- 1851 — «О лечении воспаления плеч без кровопускания»;
- 1858 — «Замечания к краковскому здоровья с точки зрения их эффективности, применения и организации»;
- 1859 — «О недостатках и советах Польской больнице или сон молодого академика»;
- 1860 — «О значении и назначении государственных оздоровительных союзов»;

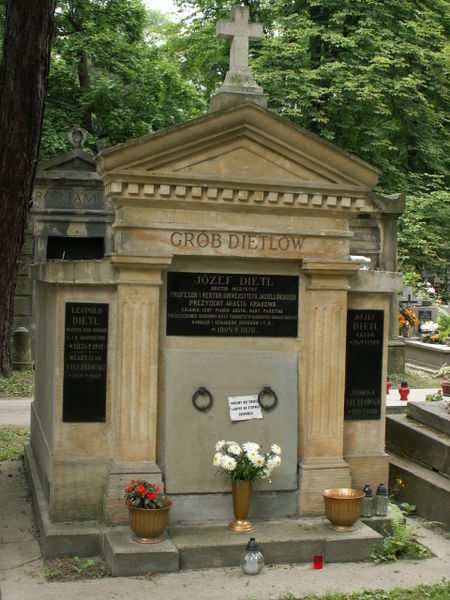
Могила Ю. Дитля на Раковицком кладбище в Кракове

- 1866 — «Источники по новым организациям и повторным химическим разборкам», «О тифе, изложение клиническое»

## Награды и почетные звания
- 1861 — Почётный гражданин города Краков,
- 1866 — Золотой Крест за заслуги с короной,
- 1867 — Почетный гражданин города Новы-Сонч,
- 1869 — Железный крест третьего класса императора Франца Иосифа I,
- 1869 — орден-командор св. Григория от Папы Пия IX.